# 아두이노
아두이노(이탈리아어: Arduino 아르두이노[*])는 오픈 소스를 기반으로 한 단일 보드 마이크로컨트롤러로 완성된 보드(상품)와 관련 개발 도구(IDE) 및 환경을 말한다. 2005년 이탈리아의 IDII(Interaction Design Institutelvera)에서 석사생이었던 페르난도 바라간(Hernando Barragán)이 하드웨어에 익숙하지 않은 학생들이 자신들의 디자인 작품을 손쉽게 제어할 수 있게 하려고 고안한 와이어링(wiring)이라는 싱글보드(atmega1281 사용)를, 바라간의 지도교수였던 마시모 반지(Massimo Banzi)가 후에 아두이노라는 이름으로 보다 적은 32핀을 가진 저렴한 프로세서(ATmega8)를 기반으로 만들어졌으며, 현재도 아트멜 AVR 계열의 보드가 가장 많이 판매되고 있고 교육용으로도 가장 많이 사용(UNO R3, ATmega328)되고 있다. ARM 계열의 Cortex-M0(Arduino M0 Pro)과 Cortex-M3(Arduino Due)를 이용한 제품도 존재하며 2023년 arduino uno R4는 Renesas에서 개발한 RA4M1 32비트 ARM 마이크로 콘트롤러를 사용하게 되었다.
아두이노는 다수의 스위치나 센서로부터 값을 받아들여, LED나 모터와 같은 외부 전자 장치들을 통제함으로써 환경과 상호작용이 가능한 물건을 만들어 낼 수 있다. 임베디드 시스템 중의 하나로 쉽게 개발할 수 있는 환경을 이용하여, 장치를 제어할 수 있다.
아두이노 통합 개발 환경(IDE)을 제공하며, 소프트웨어 개발과 실행코드 업로드도 제공한다. 또한 어도비 플래시, 프로세싱, Max/MSP와 같은 소프트웨어와 연동할 수 있다. 오픈소스이기 때문에 아두이노를 기반으로 여러 가지 프로젝트를 수행할 수 있다.
아두이노의 가장 큰 장점은 마이크로컨트롤러를 쉽게 동작시킬 수 있다는 것이다. 일반적으로 AVR 프로그래밍이 AVRStudio(Atmel Studio로 변경, ARM 도구 추가됨)와 WinAVR(avr-gcc)의 결합으로 컴파일하거나 IAR E.W.나 코드비전(CodeVision)등으로 개발하여, 별도의 ISP 장치를 통해 업로드를 해야하는 번거로운 과정을 거쳐야 한다. 이에 비해 아두이노는 컴파일된 펌웨어를 USB를 통해 쉽게 업로드 할 수 있다. 또한, 아두이노는 다른 모듈에 비해 비교적 저렴하고, 윈도우를 비롯해 맥 OS X, 리눅스와 같은 여러 OS를 모두 지원한다. 아두이노 보드의 회로도가 CCL에 따라 공개되어 있으므로, 누구나 직접 보드를 만들고 수정할 수 있다.
아두이노가 인기를 끌면서 이를 비즈니스에 활용하는 기업들도 늘어나고 있다. 장난감 회사 레고는 자사의 로봇 장난감과 아두이노를 활용한 로봇 교육 프로그램을 학생과 성인을 대상으로 북미 지역에서 운영하고 있다. 자동차회사 포드는 아두이노를 이용해 차량용 하드웨어와 소프트웨어를 만들어 차량과 상호작용을 할 수 있는 오픈XC라는 프로그램을 선보이기도 했다.

## 아두이노 체계

### 보드
아두이노의 보드 아트멜(Atmel)사의 8비트 AVR 마이크로컨트롤러와 프로그래밍 및 다른 서킷들과의 결합을 용이하게 해 주는 부속품들로 구성되어 있다. 공식 보드의 마이크로컨트롤러에는 주로  ATmega8, ATmega168, ATmega328과 같은 megaAVR 시리즈가 주로 사용된다. 보드에는 기본적으로 5V 리니어 레귤레이터와 16MHz 결정 진동자(크리스털)가 내장되어 있으며, 프로그램의 업로드를 용이하게 하기 위한 부트로더가 마이크로컨트롤러에 미리 내장되어 있다.
개념적인 수준에서 볼 때, 아두이노에 프로그램을 탑재함에 있어 모든 보드는 RS-232 직렬 커넥터를 통해 프로그램되지만, 구현되는 방식은 하드웨어의 버전에 따라 달라진다. 직렬 아두이노 보드는 RS-232 수준의 신호를 TTL 수준의 신호로 변환해주는 변환 장치(Shifter)를 내장하고 있다. 지금의 아두이노 보드들은 모두 USB를 통해 프로그래밍 가능하며, FT232와 같은 USB-시리얼 변환 칩을 통해 사용 가능하다.
아두이노 보드는 마이크로컨트롤러 I/O핀의 대부분을 다른 서킷에서도 사용할 수 있도록 공개하고 있다.  Diecimila, Duemilanove, 현재의 Uno와 같은 주요 모델들은 14개의 디지털 I/O핀을 제공하고 있으며, 그 중 6개의 핀은 PWM(pulse-width modulated)신호를, 다른 6개의 핀은 디지털 I/O핀으로 혼용이 가능한 아날로그 입력 단자를 제공한다.

### 아두이노 업로드

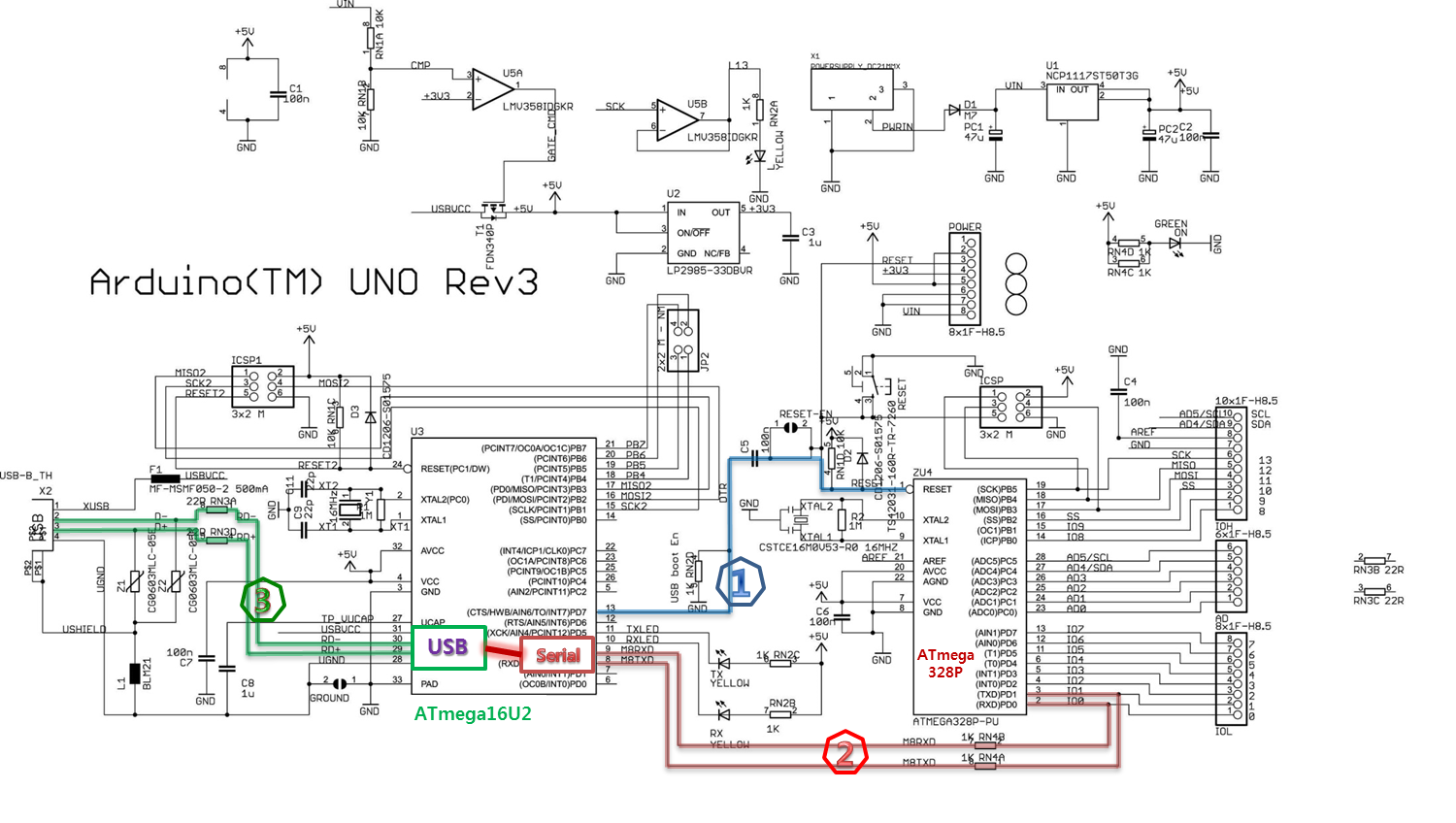
아두이노 우노 R3 업로드 경로. 1번:리셋 신호, 2번:UART(TTL레벨) 통신, 3번:USB 호스트 통신.

아두이노 우노 R3, 업로드 구조

아두이노 우노의 경우 기계어 코드의 업로드는 시리얼 통신을 통해 이루어진다. 우선 개인용 컴퓨터와 USB로 연결되면 ATmega16U2(초기의 FTDI FT232R와 같은 역할로 USB-Serial 변환)에 의해 시리얼로 변환된다. 업로드의 전제 조건은 목표 마이크로컨트롤러(우노의 경우 ATmega328P)에 부트로더가 장착되어 있어야 한다. 부트로더가 동작하면 시리얼 통신으로부터 오는 기계어 코드를 플래시 메모리에 쓰게 되어, 프로그래밍에 의해 완성된 응용 프로그램 코드가 장착된다. 응용 프로그램의 코드를 변경할 필요가 없다면, 전원 인가와 동시에 마이크로컨트롤러에 장착된 코드가 실행되면서 원하는 동작을 한다. 리셋 신호 입력시 부트로더는 플래시 쓰기를 할 것인지 또는 응용 프로그램을 바로 실행할 것인지를 선택적으로 결정하고 동작한다. 만약 플래시에 코드를 새로 써서 다시 변경할 필요가 없다면 응용 프로그램으로 바로 점프한다. 아두이노 통합 개발 환경에서 업로드가 실행되면, 부트로더가 동작하기 위해 그림의 (1)번 DTR 신호가 타겟 마이크로컨트롤러에 전달되어 리셋되고 부트로더가 실행된다. 리셋 신호를 ATmega16U2에서 전달하기 위해 캐패시터(0.1~0.22uF)를 사용하여 타깃과 연결되어 있다. 코드를 포함한 여러 가지 데이터를 전달하기 위한 신호는 그림의 (2)번 선으로 이루어진다.

#### 아두이노 업로드 후 응용 프로그램 실행
업로드가 완료된 후, 다시 리셋 되면 부트로더는 응용 프로그램이 존재하는 메모리의 주소를 선택하여 점프한다. 이 과정을 통해 응용프로그램이 선택되어 동작한다. 응용 프로그램에서 시리얼 통신(Serial 클래스 사용)을 사용했다면 코드가 실행되면서 시리얼 통신이 이루어진다. 이때 그림의 (2)번 선으로 시리얼 통신이 이루어진다. 부트로더 동작 시, 응용프로그램 코드를 플래쉬에 쓰기 위한 코드 데이터 전송 통로와 응용 프로그램의 데이터 전송하는 신호의 통로는 같은 신호 선을 사용하여 전달 된다.

### 아두이노 부트로더

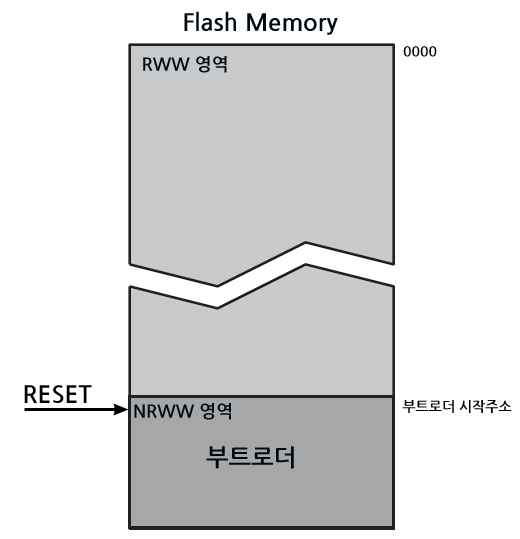
AVR 부트로더 플래시 메모리 구조

AVR 칩을 사용한 아두이노의 부트로더는 AVR의 부트로더 체계를 사용한다. 따라서 아두이노의 부트로더는 AVR의 부트로더와 같은 의미이다. 아두이노의 개발 방법은 기본적으로 부트로더가 장착되는 방식을 사용하므로 부트로더를 기본적으로 장착한다. 따라서 퓨즈 비트를 부트로더가 실행되도록 설정되고, 부트로더에서 플래시에 응용 프로그램 코드를 쓸지 아니면 코드 변경없이 바로 0번지의 응용 프로그램으로 점프해서 실행할지를 결정한다. 개발 과정에서는 수 많은 코드 변경이 필요하므로 부트로더가 수시로 작동 하여야 하기 때문이다. 따라서 부트로더를 아예 장착되어 있고, 코드 실행 위치 벡터 및 크기가 결정되어 레지스터 비트 값이 퓨징 되어있다.
설정되는 비트는 다음 파일에서 확인할 수 있다:
[아두이노 설치 폴더]/hardware/arduino/avr/boards.txt
```
uno.name=Arduino Uno
...
uno.bootloader.tool=avrdude
uno.bootloader.low_fuses=0xFF
uno.bootloader.high_fuses=0xDE
uno.bootloader.extended_fuses=0x05
uno.bootloader.unlock_bits=0x3F
uno.bootloader.lock_bits=0x0F
uno.bootloader.file=optiboot/optiboot_atmega328.hex

```

#### AVR 부트로더
AVR 내의 플래시 메모리 중에 부트로더 영역에 부트로더 프로그래밍 코드가 장착된다. 마이크로컨트롤러의 동작 목적을 수행하는 응용 프로그램은 플래시의 0000번지에 써지고 RESET에 의해 시작되어야 한다. 부트로더를 사용한다면 결국 부트로더와 응용 프로그램 2개가 동시에 플래시에 존재하게 된다. RESET 신호에 의해 마이크로컨트롤러가 시작하면 둘 중 하나를 실행해야 한다. AVR의 시작 방법은 퓨즈 비트의 설정으로 시작을 정한다.
AVR 내에 부트로더가 장착되어 있을 때, RESET 시 2개의 프로그램 중 하나를 선택해서 실행해야 한다. 만약 AVR 내의 BOOTRST비트가 1이면 0000번지가 실행되고, 0이면 부트로더 영역 주소(Boot Reset Address)가 선택적으로 실행된다.  부트 영역의 공간은 BOOTSZ1, BOOTSZ0에 의해 4가지 영역의 크기가 선택적으로 결정된다. 즉, 부트로더 시작 주소는 BOOTSZx의 비트 퓨즈에 따라 자동 결정된다. 부트로더 시작 주소는 플래시 끝 주소에서부터 공간의 크기를 빼면 된다. 그러나 아두이노 입장에서 BOOTRST 비트 퓨징을 매번하는 과정은 그리 쉬운 일은 아니다. 따라서 아두이노는 RESET 시 무조건 부트로더로 점프(BOOTRST=0)하고 부트로더 프로그램에서 업로드를 할 지 응용 프로그램을 실행할 지를 결정한다.
부트로더가 작동하면 우선 프로그래밍 코드를 쓰는 과정을 실행할지, 아니면 바로 개발자가 개발한 응용 프로그램을 실행할 지를 결정한다. 부트로더는 포트 D의 특정 입력 핀을 읽어 LOW이면 부트로더 기능을 실행하도록 결정한다.
- 부트로더 실행 순서는 다음과 같다:

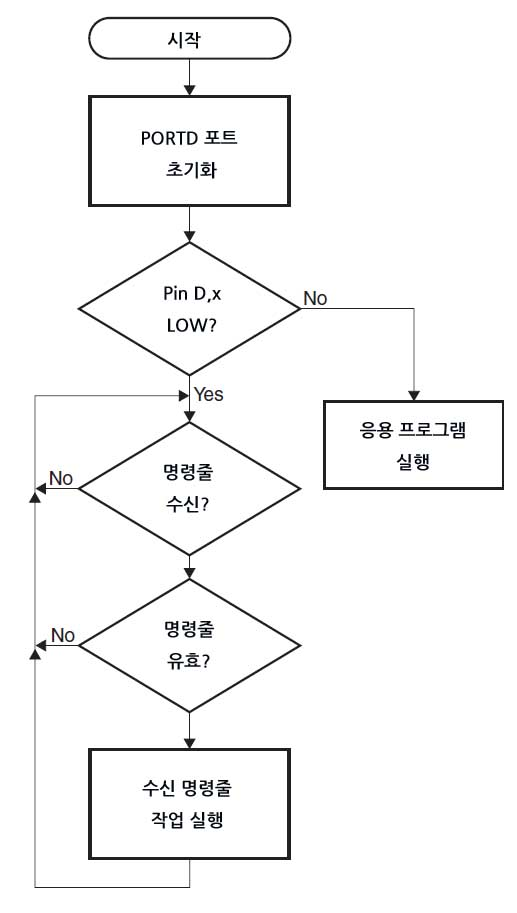
AVR 부트로더 실행 절차

1. 우선 포트 D을 입력할 수 있도록 설정을 하고,
2. 만약 포트 D의 특정 핀의 입력이 HIGH로 호스트로부터 아무것도 오지 않으면, 응용 프로그램이 있는 0000 번지를 실행하여 부여된 기능을 수행한다.
3. 만약 포트 D가  LOW이면, 응용 프로그램의 코드 쓰기 절차(명령줄 처리)로 진행한다. 부트로더의 원래 기능이다.
  1. 호스트로부터 오는 프로그램을 받는다.
  2. 부트로더를 위해 정해진 명령줄에 따라 해석을 하여 명령줄을 검증하고,
  3. 명령줄에 오류가 없으면, 수신된 명령에 따라 동작한다.

## 아두이노 제품

### 종류
제품에 사용된 MCU는 아트멜의 megaAVR, tinyAVR시리즈와 ARM MCU로 만들어진다.
|            | MCU                        | 아두이노 보드                                                           |
| AVR        |                            |                                                                         |
| ---------- | -------------------------- | ----------------------------------------------------------------------- |
| AVR        | ATmega168                  | Pro(168), Mini(168), LilyPad (168V)                                     |
| AVR        | ATmega328                  | UNO, Fio, Nano, Pro(328), Mini(328, Rev5, 5V), Pro Mini, LilyPad (328V) |
| AVR        | ATmega2560                 | Mega 2560, Mega ADK                                                     |
| AVR        | ATmega32U4                 | Yún, Leonardo, Esplora, Micro                                           |
| AVR        | ATtiny85                   | GEMMA                                                                   |
| ARM        |                            |                                                                         |
| Cortex-M0+ | Zero, Zero PRO, M0, M0 PRO |                                                                         |
| Cortex-M3  | Due                        |                                                                         |

## 쉴드
쉴드(Shield)는 특정 기능을 갖는 보드로, 아두이노와 결합하여 호환 가능한 여러 부가 모듈과 연결하는 커넥터 구조를 포함한 부품이다.  특정 입출력 기능을 담당하는 부품으로, 아두이노에서 중요한 부품 중 하나이다. 아두이노의 입출력 커넥터에 연결할 수 있는 커넥터를 사용하고 각 부분품은 커넥터에 연결함으로써 적층 구조로 서로 연결한다.
아두이노 MCU 보드는 마이크로컨트롤러 기능 만 존재하기 때문에 센서나 기타 입출력 장치가 필요한 경우가 생긴다. 따라서 이 모듈들을 연결하는 방법으로 쉴드를 사용할 수 있다. 쉴드가 연결되면 커넥터를 통해 각 층으로 모든 필요한 핀이 연결된다. 아두이노 쉴드는 보드와 보드를 결합하여 여러 가지 기능적 모듈들을 연결하는 방식이다.

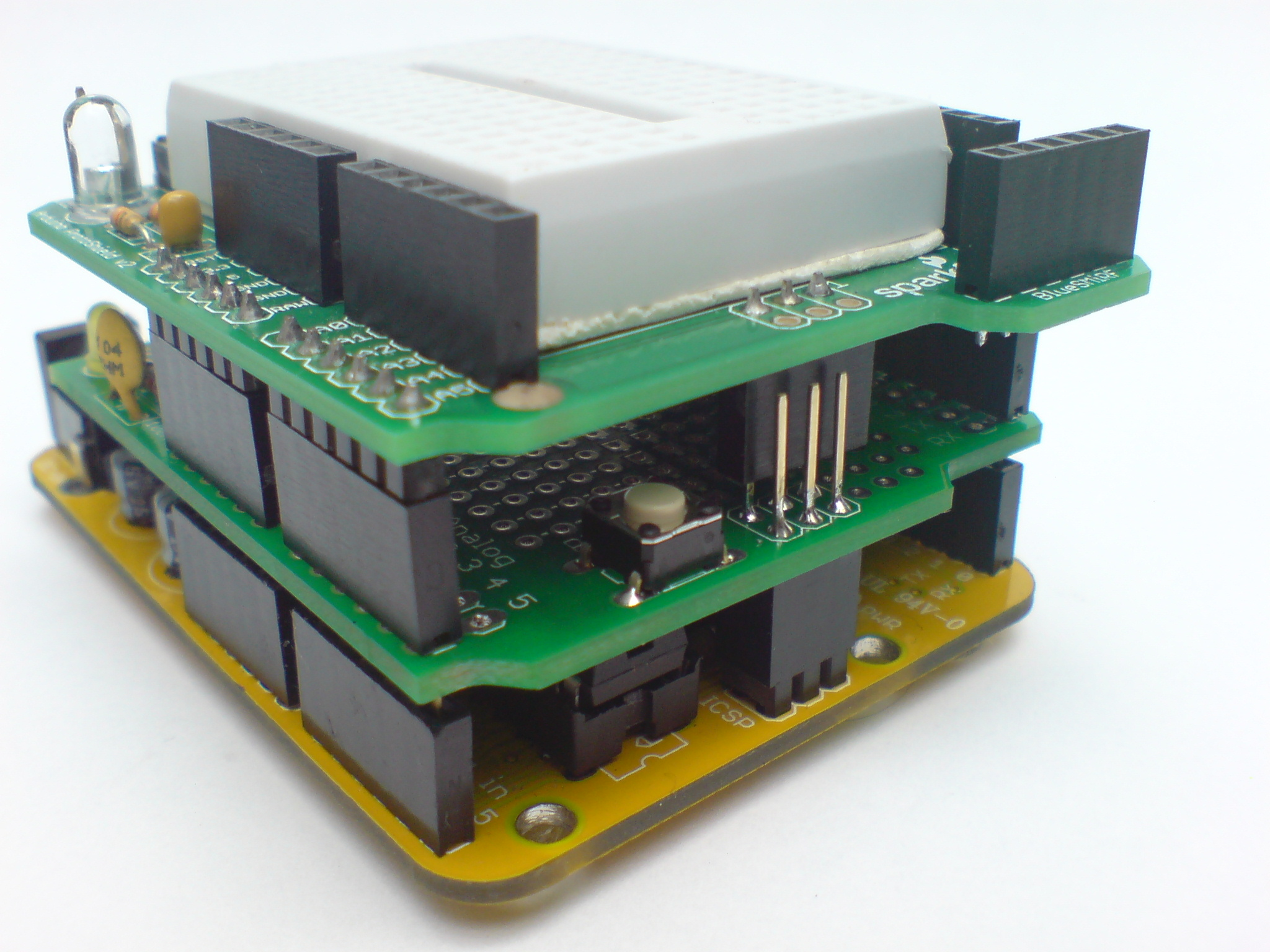
쉴드 적층

연결 핀들이 위와 아래로 연결되면서 각 층에서 모두 사용할 수 있도록 구성되었다. 따라서 각 핀의 기능의 중복은 개발자가 판단하여 각층에서 선택적으로 사용하여야 한다.
몇몇 쉴드는 다른 복잡한 핀들을 거쳐서 보드와 직렬로 연결되지만, I²C 시리얼 버스를 사용하는 경우 고유 주소를 할당받을 수 있기 때문에 병렬로 연결하여 사용할 수 있다.

## 소프트웨어
아두이노의 통합 개발 환경(IDE)은 타입스크립트와 C를 기반으로 개발되는 크로스 플랫폼 응용 소프트웨어이며, 구문 강조, 괄호 찾기, 자동 들여쓰기 기능이 포함된 에디터와 한 번의 클릭으로 컴파일과 업로드가 가능한 컴파일러 기능을 포함하고 있다. 아두이노 동작을 위해서 C++ 언어 기반을 사용한다. 컴파일러는 avr-gcc을 사용한다. 따라서 avr-gcc가 제공하는 많은 C언어의 표준라이브러리 함수를 사용할 수 있다.
아두이노 개발환경은 C++을 사용하여 원하는 동작을 하도록 코딩을 하고 이것을 보드에 업로드하면 아두이노가 동작한다.아두이노 업로드는 플래시 메모리에 써지므로 다음부터는 전원만 인가하면 동작한다.  만약 PC나 안드로이드에서 아두이노에 오는 데이터를 받아 처리하고 싶다면, 해당 운영 체계에 맞는 개발 도구를 활용하여 프로그램을 작성해야 한다. PC의 비주얼 스튜디오나 안드로이드의 SDK 등이 대표적이다. 이러한 개발도구가 좀 어렵다고 느낀다면, 프로세싱을 사용하여 쉽게 코딩 할 수 있다. 프로세싱은 아두이노 개발환경과 별개로 PC에서 동작하며, 아두이노에서 COM포트로 통신을 하고 이 데이터를 화면 등에 처리하여 보여 줄수 있다. 그래픽 처리를 할 수 있는 함수도 제공한다. 프로세싱에서 안드로이드 모드로 변경하면 안드로이드에서 처리할 수도 있다.
소프트웨어 개발에 생소한 사용자들도 쉽게 프로그래밍할 수 있도록 설계되어 있다. 이러한 아두이노 IDE를 통해 작성된 프로그램이나 코드를 "스케치(Sketch)"라고 부른다.

### 아두이노 통합 개발 환경
아두이노 통합환경은 편집기, 컴파일러, 업로드 등이 합쳐진 환경이다. 이와 더불어 기타 개발에 필요한 각종 옵션 및 라이브러리 관리를 할 수 있다. 실행 시, 개인용 컴퓨터와 시리얼 통신을 할 수 있는 모니터를 제공한다. 보통 USB을 통해 업로드를 하므로 아두이노 보드는 USB를 UART 통신으로 바꾸는 방법이 제공되고, MCU가 실행할 때는 이 UART 통신을 이용하여 필요한 통신을 할 수 있다. 이렇게 되려면 아두이노의 MCU는 부트로더가 올라가 있어야 한다.
아두이노 통합환경 기능은 :
- 편집기 : UTF-8을 기반으로 하는 편집기이다.
- 컴파일러 : ATmega의 경우, AVR-GCC을 이용하여 컴파일 한다.
- 업로드 : USB-UART 변환을 하고, MCU의 부트로더가 동작하여 기계어 코드가 업로드 된다.
- 라이브러리 관리 : 등록 된 라이브러리 목록 및 예제를 지원한다. 공개된 아두이노 라이브러리 찾아 파일을 받아 등록하면 초기에 장착되지 않은 각종 라이브러리를 등록 사용할 수 있다. 라이브러리 관리 프로그램도 검색 기능과 등록 기능을 제공한다.
- 기타 옵션

USB가 없는 아두이노 보드는 USB-시리얼 변환 모듈을 별도 구매하여 연결할 수 있다.

### 라이브러리
아두이노는 AVR의 ATmega의 MCU을 기반으로 만들어진 것이므로 ATmega의 내에 장착된 기본 모듈을 함수 화하여 쉽게 접근할 수 있다. 이외에 다른 여러 가지 부품을 적용할 수 있도록 다양한 라이브러리가 존재한다.
아두이노 개발 IDE에 기본적으로 내장된 라이브러리도 있고, 외부의 많은 공개 라이브러리가 존재한다.

#### ATmega 내부 모듈
- 포트(PORT)

마이크로컨트롤러 하드웨어 포트를 사용하여 디지털 입출력을 구현한다.
pinMode() - 입출력 방향을 설정한다.
digtalRead(), digitalWrite() - 입출력 함수
- 하드웨어 시리얼 통신 (Serial, UART)

하드웨어 시리얼 함수는 마이크로컨트롤러의 내부 시리얼 하드웨어 모듈을 사용한다.
Serial 객체
begin(), print(), read(), write(),  available(), serialEvent()
if (Serial), find(), findUntil(), flush(), parseFloat(), parseInt(), peek(), readBytes(), readBytesUntil()
readString(), readStringUntil(), setTimeout()
하드웨어 모듈을 사용하므로 보드에 따라 제한된다.
Arduino UNO - Serial(핀0 RX, 핀1 TX)
Arduino Mega - Serial(핀0 RX, 핀1 TX), Serial1(핀19 RX, 핀18 TX), Serial2(핀17 RX, 핀16TX), Serial3(핀15 RX,핀14 TX)
- SPI

AVR SPI 동기식 시리얼 인터페이스 하드웨어 모듈을 사용한다.
MISO (Master In Slave Out) - 슬래이브(slave)에서 마스터(master)로 보내는 전송라인.
MOSI (Master Out Slave In) -  마스터(master)에서 출력장치로 전송하는 라인,
SCK (Serial Clock) - 마스터(master)에서 만들어 주는 데이터 동기 신호.
SS (Slave Select) - 각 장치를 선택할 수 있는 신호선으로 마스터에서 활성화(enable) 또는 비활성화(disable)할 수 있다. 아두이노에서 위의 3개의 신호는 하드웨어에 의해 동작하지만 이 칩선택 신호는 디지털 출력을 사용하여 별도로 디지털 출력을 사용하여 제어해야 한다. 따라서 임의의 핀으로 설정이 가능하다. 그러나 위의 3개 신호는 하드웨어와 연결되어 변경이 불가능하다.
SPI객체
begin(), end() , beginTransaction(), transfer() , endTransaction(),usingInterrupt()
setBitOrder(),setClockDivider(),setDataMode()
- I²C (TWI)

AVR  I²C 동기식 시리얼 인터페이스 하드웨어 모듈을 사용한다.
SDA (data) - 데이터 전송 라인.
SCL (clock) - 데이터 동기신호 라인.
하드웨어 모듈을 사용하므로 각 보드에 따라 핀이 결정되어 있다.
Uno, Ethernet - A4 (SDA), A5 (SCL)
Mega2560 - 20 (SDA), 21 (SCL)
Leonardo - 2 (SDA), 3 (SCL)
Due - 20 (SDA), 21 (SCL), SDA1, SCL1
Wire 객체
begin(), beginTransmission(), endTransmission(), write(), read()
requestFrom(), available(), onReceive(), onRequest()
- 타이머(Timer)

시간 읽기 함수
millis(), micros()
시간 지연 함수
delay(), delayMicroseconds()
- PWM

PWM을 만들기 위해 타이머를 사용한다. 따라서 출력 핀은 해당 타이머 모듈에 의해 정해진 핀으로 제한된다.
analogWrite() - 특별한 설정없이 핀 번호 만을 가지고 자동으로 타이머를 할당한다. OCnA, OCnB핀을 사용하고, 여기서 n는 타이머 모듈를 지정하는 숫자이고, 보통 각 타이머 마다 2개의 핀이 할당 되어있다.  마이크로컨트롤로 마다 내장 타이머의 숫자가 다르고 핀번호 역시 다르므로 확인하여 사용하면 된다.
- 외장 타이머 라이브러리

마이크로컨트롤로의 디지털 하드웨어 회로에 의해 동작하는 타이머를 사용한다. 다음 함수는 아두이노 1.6.5버전에서 라이브러리에 내장되지 않았다.
Timer 객체
Timer1 라이브러리 객체
Timer3 라이브러리 객체
- ADC

AVR의 ADC 모듈 사용하고, 10비트가 내장되어 있다. ADC 모듈이 한개가 있기 때문에 여러 포트를 사용하려면 내부의 아날로그 MUX을 사용한다. 핀 번호에 의해 자동 설정된다.
함수
analogRead(), analogReference()

#### 부가 모듈과 인터페이스
- 소프트웨어 시리얼

소프트웨어로 처리하므로 핀을 임의로 정할 수 있으며, 하드웨어를 사용하지 않는다.
SoftwareSerial 클래스]
SoftwareSerial(rxPin, txPin) 생성자
SoftwareSerial 함수 - available(),  begin(), read(),write(), print(), println()
isListening(), overflow(), peek(), listen()
NewSoftSerial 클래스
SoftwareSerial 보완 버전이다.
- LCD

문자 LCD
Hitachi사의 HD44780( 또는 호환) 드라이브 칩을 기반으로 하는 문자 LCD 제어 함수이다. 이 칩은 8비트 또는 4비트 단위로 선택적 액세스할 수 있다. 따라서 클래스 생성자도 여러 가지로 만들어질 수 있다. 만약 R/_W 신호를 사용하지 않는다면 0V(GND)에 연결하고, 클래스 생성에서 이 신호선이 없는 것으로 선택하면 된다. R/_W 신호를 사용하지 않는다면, W(쓰기)만 사용한다는 말이 된다. 따라서 칩의 레지스터 값을 읽을 수 없다.
LiquidCrystal 클래스
LiquidCrystal(rs, enable, d4, d5, d6, d7)
LiquidCrystal(rs, rw, enable, d4, d5, d6, d7)
LiquidCrystal(rs, enable, d0, d1, d2, d3, d4, d5, d6, d7)
LiquidCrystal(rs, rw, enable, d0, d1, d2, d3, d4, d5, d6, d7)
LiquidCrystal 클래스 함수 - begin(), clear(),
home(), setCursor(), write(), print(), cursor()
noCursor(), blink(), noBlink(), display(), noDisplay(), scrollDisplayLeft(), scrollDisplayRight()
autoscroll(), noAutoscroll(), leftToRight(), rightToLeft(), createChar()
- RTC

RTC 시간함수
Time Library
시간읽기
hour();           // 현재 시간 (0-23)
minute();       // 현재 분 (0-59)
second();       // 현재 초 (0-59)
day();             // 현재 날짜 (1-31)
weekday();    // 현재 요일, 일요일=1
month();        // 현재 월 (1-12)
year();            // 현재 년 (2009, 2010 etc)
setTime(hours, minutes, seconds, days, months, years);  // 날짜와 시간 설정.
adjustTime(number);
DS1307RTC Library
RTC.get(); - 현재 시간과 날짜를 읽는다. 32비트 'time_t' 형태이다. 만약 DS1307동작하지 않으면, 0으로 리턴한다.
RTC.set(t); - 시간과 날짜를 설정한다. 32비트 'time_t' 형으로 인수를 넘긴다. 리턴값 true=성공,  false=실패.
RTC.read(tm); - TimeElements(Time library) 변수로 시간과 날짜를 읽는다.  리턴값 true=성공,  false=읽기 실패.
RTC.write(tm); - TimeElements을 사용한 시간과 날짜 설정.
RTC.chipPresent(); - 리턴값 true=DS1307가 존재해서 동작.

#### 표준 함수의 사용 예: printf
마이크로컨트롤러는 보통 입출력 장치가 컴퓨터와 다르다. PC에서 사용하는 모니터와 키보드를 보통 사용하지 않는다. 시리얼 통신으로 별도의 컴퓨터로 연결하여 사용하는 방식이 일반적이다. 따라서 표준 입력장치가 없을 때, 시리얼 통신을 사용하여 printf 함수에서 완성된 스트링을 출력할 수 있다. 즉, printf 결과를 개발자가 원하는 장치로 연결할 수 있다. 시리얼 통신 뿐만 아니라, 문자-LCD 등 원하는 장치로 출력할 수 있다.
아두이노는 avr-gcc를 사용하므로 이 규칙에 맞추어 사용하면 된다.
```
#include
 
<stdio.h>

// 우선 FILE 선언을 사용하고, UART와 연결하여 사용한다.

static
 
FILE
 
uartout
 
=
 
{
0
}
 
;

// printf에서 완성된 스트링을 한 글자 씩 출력하는 함수가 있어야 한다.

// 스트링을 한바이트 씩 출력한다.

static
 
int
 
uart_putchar
 
(
char
 
c
,
 
FILE
 
*
stream
)

{

    
Serial
.
print
(
c
);
  
// 원하는 장치로 출력 한다.

    
return
 
0
 
;

}

void
 
setup
(
void
)

{

   
Serial
.
begin
(
9600
);
  
// 시리얼을 시작한다.

   
// UART 출력을 위한 FILE 디스크립터를 사용한다.

   
fdev_setup_stream
 
(
&
uartout
,
 
uart_putchar
,
 
NULL
,
 
_FDEV_SETUP_WRITE
);

   
stdout
 
=
 
&
uartout
 
;
  
// 표준 출력 STDOUT을 선언한다.

}

void
 
loop
(
void
)

{

    
float
 
seconds
 
;

    
seconds
 
=
 
(
float
)
 
millis
()
 
/
1000.0
;

    
printf
(
"%d sec
\n
"
,
 
(
int
)
 
seconds
);

    
delay
(
1000
)
 
;
  
// 1초를 기다리고

}

```

#### 실수형 변환
printf, sprintf 등의 함수에서 %f로 지정된 float 실수형의 값 변환은 avr-gcc의 빌드 옵션 설정 상, 초기설정(default)에서는 지원하지 않는다.
다음과 같이 프로그래밍을 하고:
```
 printf("%f sec\n", seconds);
```

이 함수의 실행 결과를 보기 위해 시리얼 모니터를 보면 숫자 부분에 '?'가 나타난다.
이것은 초기설정(default) 값이:
-lprintf_min
으로 최소 옵션이기 때문이다. %f와 같은 변환은 불가능하다. -lprintf_flt으로 변경이 필요하다.
이것을 확인하기 위해 빌드 화면을 캡처하면 다음과 같은 컴파일 옵션으로 링크한다 (환경 아두이노 우노):
[아두이노 설치 폴더]\hardware\tools\avr/bin/avr-gcc -w -Os -Wl,--gc-sections -mmcu=atmega328p \
-o [사용자폴더]\AppData\Local\Temp\build6852210290743851828.tmp/스케치프로그램파일.cpp.elf \
[사용자폴더]\AppData\Local\Temp\build6852210290743851828.tmp\스케치프로그램파일.cpp.o  \
[사용자폴더]\AppData\Local\Temp\build6852210290743851828.tmp/core.a \
-L[사용자폴더]\AppData\Local\Temp\build6852210290743851828.tmp -lm
아두이노 개발환경에서 avr-gcc의 옵션을 쉽게 추가 및 변경하는 메뉴가 없기 때문에, 아두이노 실수형 변환은 쉽게 구현하기가 힘들다. AtmelStudio 등의 개발도구에서 옵션을 넣는 방법을 제공하는 것과 대조적이다.
만약 실수형의 변환이 필요하다면 다음과 같은 2가지 방법으로 설정을 변경할 수 있다.
- 개발도구를 재 빌드 하기

인터넷에서 제공되는 개발도구의 소스를 바탕으로 다음 옵션을 변경하여 개발도구 자체를 재 빌드하는 방법이 있다.
링커 옵션에 추가:
-Wl,-u,vfprintf -lprintf_flt
- platform.txt 파일 수정하여 옵션 변경 하기

다른 방법으로 platform.txt 파일을 수정해서 옵션을 변경할 수 있다.
[아두이노 설치 폴더]/hardware/arduino/avr/platform.txt  (버전1.6.5에서)
```
compiler.c.elf.flags={compiler.warning_flags} -Os -Wl,--gc-sections
```

다음과 같이 수정한다.
```
compiler.c.elf.flags={compiler.warning_flags} -Os -Wl,
-u,vfprintf,
--gc-sections 
-lprintf_flt
```

이러한 실수형의 계산은 대부분의 마이크로컨트롤러의 FPU(Floating-Point Unit)이 없기 때문에, 기계어 코드의 집합으로 된 함수를 호출하여 정수형 ALU을 통해 계산이 이루어진다.
경우에 따라 실시간 실행이 중요한 경우 부동소수점 계산에서 계산 속도가 부담이 될 수 있다. 이런 경우 계산의 복잡도나 속도를 프로그래밍 과정에 검토해야할 상황이 발생할 수도 있다.
위의 실수 계산의 설정과정이 복잡하다. 경우에 따라 간단히 실수값을 출력하고자 하는 경우는 다음과 같은 함수를 사용할 수도 있다. 시리얼 통신을 지원하는 클래스 Serial에 실수형 변수값을 출력할 수 있는 방법이 존재하므로 경우에 따라 적절히 사용하면 효율적일 때가 있다.
Serial.println(1.23456, 4);  // 실수 출력 "1.2346"의 예

## 역사

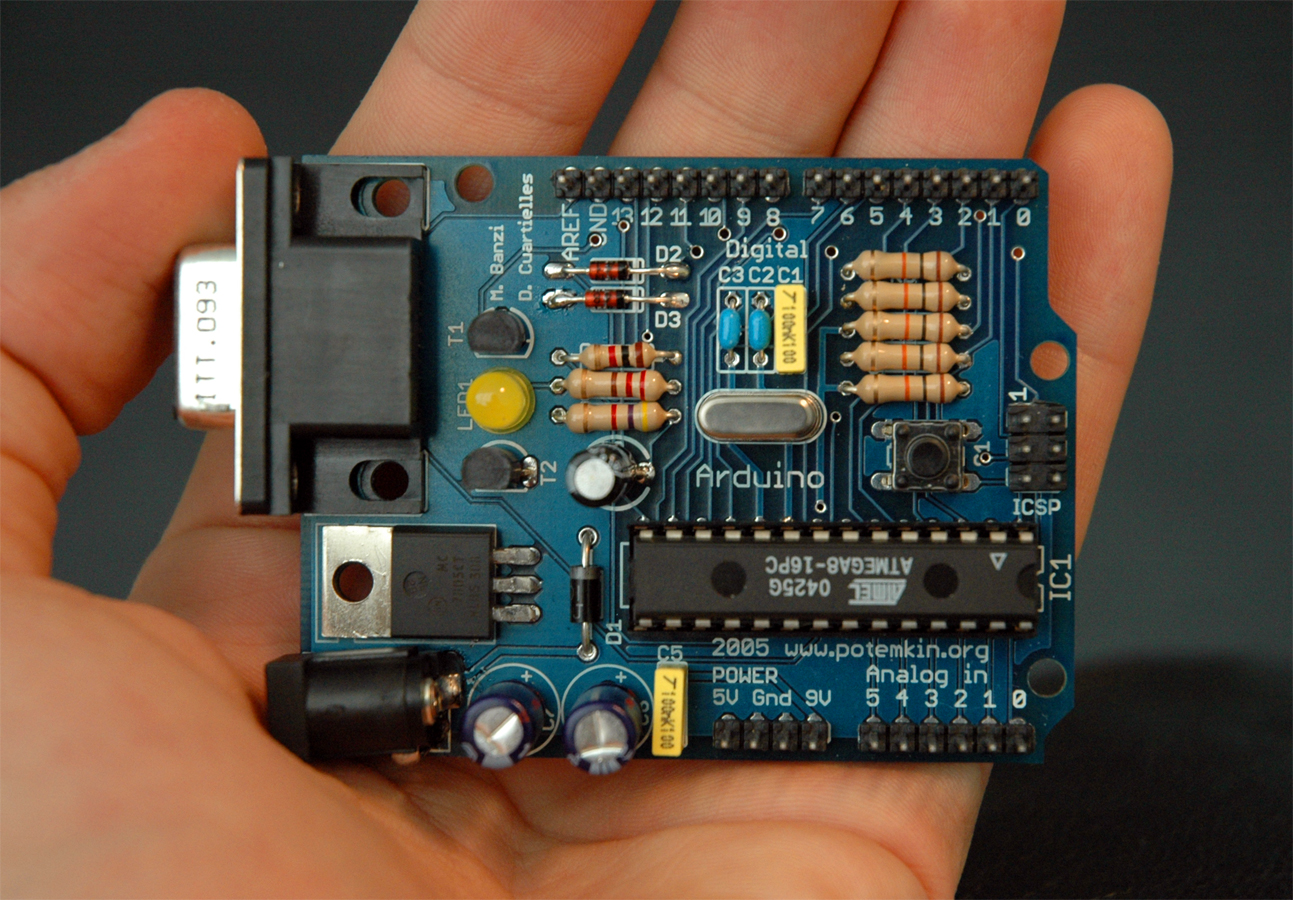
아두이노 시리얼 보드 RS-232 직렬 통신

- 2005년, 이탈리아 Ivrea에서 초기 프로젝트가 만들어졌다.[14]
- 2008년 10월, Arduino Duemilanove가 출시되었다.[15][16]
- 2009년 3월, Arduinio Mega가 출시되었다.[15]
- 2011년 3월, 전 세계적으로 30만 개 이상의 아두이노 유닛을 사용할 수 있다.[17][18]
- 2015년 3월, 아두이노가 10주년을 맞았다.

초기의 아두이노 보드는 UART와 RS-232을 결합한 통신을 사용하였다. 그러나 개인용 컴퓨터의 직렬포트(COM) 퇴조로 USB을 UART 방식으로 바꾸는 방식을 사용하고 있다.  개인용 컴퓨터나 노트북의 경우 직렬포트 자체가 없는 경우가 많아 이 방식을 사용하면 현실적인 어려움이 있다. 이것을 고려하여 아두이노 보드에 USB와 UART을 변환하는 별도의 칩을 추가하여 프로그램 코드를 업로드 한다. 목표 MCU 입장에서 보면 여전히 UART을 통해 업로드와 통신을 하는 방식이다.
아두이노 업로드와 시리얼 통신을 위해, 다음과 같은 UART의 입출력 신호 변환을 사용한 회로로 발전 하였다:
1. [ 호스트 직렬 포트 (COM 포트, RS-232) ] === [ [ RS-232 - TTL 변환 ] --- [  MCU ]  ] : BJT, D, R, C 등의 소자로 단순 전압 변환을 통해 직렬 포트를 아두이노에 연결[13]
2. [ 호스트 USB ] === [ [ FTDI FT232계열 ]  --- [ MCU ] ]  : 호스트의 통신에서 FTDI(FT232RL 등)를 사용하여 USB와 UART 간의 변환을 통해 시리얼 구현하였다.[19] 호스트에서 FTDI용 USB 드라이버와 USB 버스 드라이버가 필요하고, FTDI 개발사에서 제공한다. 아두이노를 설치하면 호스트용 드라이버는 자동 설치된다.
3. [ 호스트 USB ] === [ [ ATmega8U2 ] --- [ MCU ] ]  : ATmega8U2를 사용하여 USB - UART 변환을 통해 MCU의 TTL 연결. 아두이노 우노 초기버전에서 사용.[20]
4. [ 호스트 USB ] === [ [ ATmega16U2 ] --- [ MCU ] ] : USB - UART 변환.[21][22]

## 상표권 분쟁
상표권 분쟁으로 인해 2015년 5월 Arduino LLC에 의해 "Genuino"란 상표가 등록 되었고 미국 이외에 시장에서 Arduino LLC의 브랜드 이름이다.

## 예제

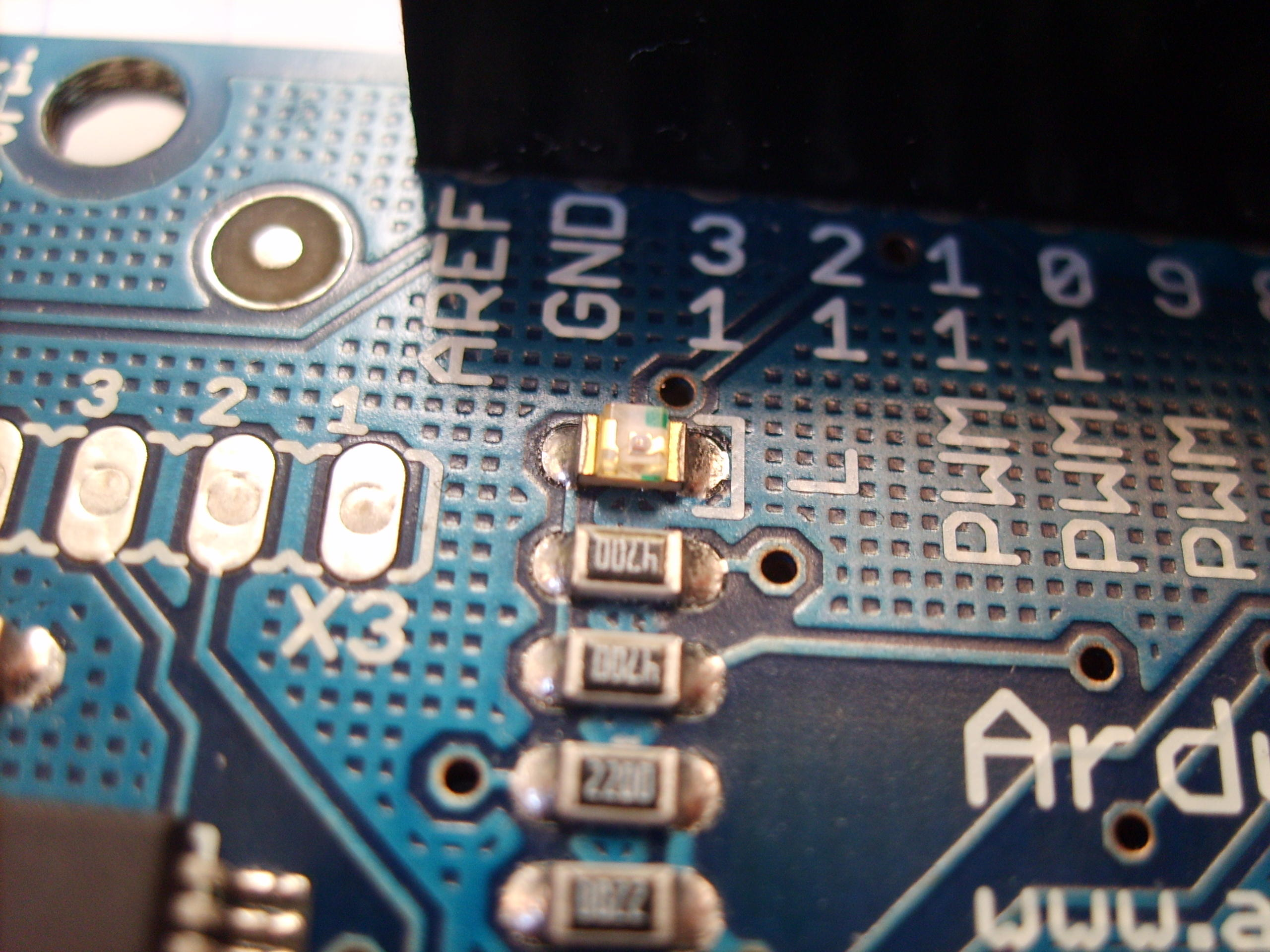
핀 13에 LED 장착

전형적인 스케치의 예는 LED를 점멸시키는 "blink"라는 구문이다. Arduino 언어는 사용자가 이와 같이 작성하면 된다.
아두이노 우노 R3에서는 LED가 13번 핀에 연결되어 있다. 따라서 다음과 같이 코딩하면 별도의 하드웨어 추가없이 우노에서 확인할 수 있다.
```
#define LED_PIN 13

void
 
setup
 
()
 
{
                     
//처음 시작 할때만 실행

    
pinMode
 
(
LED_PIN
,
 
OUTPUT
);
     
// 13번 핀을 디지털 출력 핀으로 설정

}

void
 
loop
 
()
 
{
                        
// 아래의 명령문을 반복

    
digitalWrite
 
(
LED_PIN
,
 
HIGH
);
    
// LED 점등

    
delay
 
(
1000
);
                   
// 1000ms(1초) 대기

    
digitalWrite
 
(
LED_PIN
,
 
LOW
);
   
// LED 소등

    
delay
 
(
1000
);
                 
// 1000ms(1초) 대기

}

```

## 같이 보기
- 아두이노 보드
- 아두이노
- 아두이노 라이브러리
- 마이크로컨트롤러
- 마이크로컨트롤러 포트
- 라즈베리 파이 : 라즈베리파이는 영국의 컴퓨터 과학 교육을 증진시키기 위해 만든 싱글 보드 컴퓨터이다.
- PCB
- STM32